# Chinosoma hodites
Chinosoma hodites är en mångfotingart som beskrevs av Chamberlin 1923. Chinosoma hodites ingår i släktet Chinosoma och familjen orangeridubbelfotingar. Inga underarter finns listade i Catalogue of Life.